# Hénon (Côtes-d’Armor)
Hénon település Franciaországban, Côtes-d’Armor megyében. Lakosainak száma 2315 fő (2022. január 1.). Hénon Bréhand, Moncontour, Plédran, Plémy, Plœuc-L'Hermitage, Quessoy, Saint-Carreuc és Trédaniel községekkel határos.

## Népesség
A település népességének változása:
| Lakosok száma | 1889 | 1747 | 1740 | 2023 | 2214 | 2233 | 2242 | 2268 | 2298 | 2315 |
|               | 1968 | 1982 | 1990 | 2006 | 2013 | 2015 | 2017 | 2019 | 2020 | 2022 |